# 马兰径水库
马兰径水库是中国广西壮族自治区玉林市陆川县境内的一座水库，位于九洲江支流莲塘河上，建于1963年。水库正常库容为871万立方米，集雨面积为13平方千米，海拔为86米。